# Aplopsis serricollis
Aplopsis serricollis är en skalbaggsart som beskrevs av Lea 1919. Aplopsis serricollis ingår i släktet Aplopsis och familjen Melolonthidae. Inga underarter finns listade i Catalogue of Life.